# Соя (мис)
45°31′22″ пн. ш. 141°56′12″ сх. д. / 45.522769° пн. ш. 141.936647° сх. д.
Мис Соя (яп. 宗谷岬) — мис, північний край острова Хоккайдо; територія міста Вакканай округу Соя префектури Хоккайдо Японії. Є умовною східною межею, що відокремлює Охотське море від Японського. Назва походить з айнської мови і означає «скелясте узбережжя».
Мис являє собою плоский обривистий виступ суходолу висотою 53 м, утворений схилом пагорба Маруями. Береги облямовані скелями та рифами, що відходять від мису на відстань майже 2 км. На мисі встановлений маяк.
За назвою мису японці перейменували крейсер «Варяг», який вони підняли й відремонтували.